# Trầm cảm theo mùa
Trầm cảm theo mùa (tiếng Anh: seasonal affective disorder – SAD; winter depression) hay rối loạn cảm xúc theo mùa là một rối loạn khí sắc thường xảy ra vào mùa đông và thu. Thông thường sẽ phục hồi trở lại vào mùa xuân hoặc hè. Bệnh có nhiều đặc điểm chung với trầm cảm như thường xuyên cảm thấy buồn phiền do vậy dễ bị nhầm lẫn với căn bệnh này, đặc điểm khác biệt lớn là trầm cảm theo mùa có tính chất chu kỳ rõ rệt và khi qua khỏi mùa bị ảnh hưởng người mắc lại có sức khỏe tâm lý như bình thường. Trầm cảm theo mùa được cho là có nguyên nhân từ sự thay đổi lượng ánh sáng giữa các mùa.

## Triệu chứng
- Cảm thấy buồn rầu hay ủ rũ, dễ cáu gắt và lo lắng vào mùa thu hoặc đông
- Giảm sự thích thú với các hoạt động trước đây ưa thích
- Ăn nhiều hơn và thích ăn các thức ăn có nhiều tinh bột như bánh mỳ
- Tăng cân
- Ngủ nhiều hơn và cảm thấy mơ màng trong ngày[1]
- Động tác chậm chạp uể oải[2]
- Các triệu chứng xuất hiện và biến mất vào cùng một thời điểm trong các năm (tính chu kỳ)

## Đối tượng có nguy cơ cao
Ai cũng có thể mắc bệnh nhưng những đối tượng sau đây có nguy cơ cao hơn:
- Người sống ở khu vực mà thời gian có ánh sáng rất ít và có sự thay đổi đột ngột mức độ ánh sáng giữa các mùa trong năm.
- Nữ giới có nguy cơ mắc bệnh cao hơn
- Người ở độ tuổi từ 15 đến 55
- Có người thân từng bị ảnh hưởng của căn bệnh này

## Mức độ phổ biến
Có khoảng 6% dân số Hoa Kỳ bị ảnh hưởng bởi trầm cảm theo mùa. Tuy nhiên con số bị rối loạn mức độ nhẹ hơn hoặc không thống kê được có thể cao hơn rất nhiều, chiếm từ 10% đến 20%. Trầm cảm theo mùa xảy ra ở cả hai giới, thường thấy ở tuổi vị thành niên và tuổi đôi mươi, tuổi càng cao thì nguy cơ càng giảm.

## Chữa trị

### Liệu pháp ánh sáng
Liệu pháp ánh sáng thường được sử dụng để điều trị trầm cảm theo mùa, tuy nhiên cũng như bất kỳ sự điều trị y học nào, chữa bệnh bằng ánh sáng chỉ được tiến hành dưới sự trông nom của bác sĩ. Người bệnh hàng ngày ngồi trước một thiết bị chiếu sáng trong khoảng thời gian 45 phút, thời điểm tiến hành thường là vào buổi sáng, trong thời gian đó cần thường xuyên liếc nhìn thiết bị để ánh sáng có khả năng tác động nhưng không nên nhìn trực tiếp vào đèn trong thời gian quá lâu. Ánh sáng phải được lọc để loại trừ tia cực tím nhằm tránh nguy hiểm.Trong trường hợp sử dụng không đúng cách, có thể gặp phải một số tác dụng phụ như mỏi mắt, đau đầu, mệt mỏi, khuyến cáo là không nên sử dụng gần thời gian đi ngủ vì điều này có thể dẫn đến việc khó ngủ. Ngoài ra ở những người nhạy cảm với ánh sáng, da hoặc mắt có thể bị tổn thương, khi ấy thật thận trọng khi phải điều trị với ánh sáng đèn. Để tăng hiệu quả điều trị phải luôn nhớ tiếp xúc với ánh sáng mặt trời khi có thể, chẳng hạn lúc giải trí có thể kéo rằm cửa để ánh sáng đi vào trong phòng tuy vậy nằm phơi nắng không được khuyến khích bởi vì ánh sáng khi phơi nắng thường có nhiều tia cực tím, chúng làm tổn hại đến cả mắt và da. Những biểu hiện tích cực có thể thấy sau vài tuần điều trị nhưng không được tự ý dừng lại, việc dừng vào thời điểm nào phải được sự đồng ý của bác sĩ, thông thường khi chuyển sang mùa xuân hoặc hạ, lượng ánh sáng đủ mạnh thì cũng là lúc điều trị được dừng lại.

### Dùng vitamin D
Sử dụng vitamin D đem lại hiệu quả tích cực đối với điều trị. Người ta đánh giá rằng có từ 3 đến 5% dân số trưởng thành ở phương Bắc, chủ yếu là phụ nữ bị trầm cảm theo mùa, dường như là do thiếu vitamin D. Nghiên cứu tiến hành trên 97 người có nồng độ vitamin D thấp và có dấu hiệu trầm cảm theo mùa. Trong vòng 3 tháng, các bệnh nhân này được bổ sung vitamin D3 (cholecalciferol). Bệnh nhân nhóm 1 uống 600 UI một ngày, nhóm 2 dùng nhiều hơn gần 7 lần, khoảng 4.000 UI. Kết quả cho thấy cả hai nhóm đều cải thiện sức khỏe tâm lý. Nhóm bệnh nhân dùng liều cao có triệu chứng được cải thiện rõ rệt hơn. Các nhà nghiên cứu khẳng định liều 4.000 UI vitamin D3 được dung nạp tốt về mặt thể lực và an toàn.